# U-1021
| U-1021                     | U-1021 | U-1021 |
| -------------------------- | --- | --- |
|                            | | |
|                            | | |
| U-995, однотипний з U-1021 | | |
| Під прапором               | Третій Рейх | Третій Рейх |
| Спуск на воду              | 13 квітня 1944 року | 13 квітня 1944 року |
| Виведений зі складу флоту  | 25 травня 1944 року | 25 травня 1944 року |
| Сучасний статус            | 14 березня 1945 року підірвався на міні та затонув у Бристольській затоці з усім екіпажем                                           | 14 березня 1945 року підірвався на міні та затонув у Бристольській затоці з усім екіпажем                                           |
| Проєкт                     | | |
| Тип ПЧ                     | Торпедний ДПЧ | Торпедний ДПЧ |
| Розробник проєкту          | Blohm + Voss, Гамбург | Blohm + Voss, Гамбург |
| Основні характеристики     | | |
| Швидкість (надводна)       | 17,7 вузла | 17,7 вузла |
| Швидкість (підводна)       | 7,6 вузла | 7,6 вузла |
| Робоча глибина занурення   | 100 м | 100 м |
| Гранична глибина занурення | 250 м | 250 м |
| Автономність плавання      | 8500 миль (15 700 км) на швидкості 10 вузлів (18,6 км/год) (надводна) 80 миль (150 км) на швидкості 4 вузли (7,4 км/год) (підводна) | 8500 миль (15 700 км) на швидкості 10 вузлів (18,6 км/год) (надводна) 80 миль (150 км) на швидкості 4 вузли (7,4 км/год) (підводна) |
| Екіпаж                     | 46 осіб | 46 осіб |
| Розміри                    | | |
| Довжина найбільша (по КВЛ) | 67,1 м | 67,1 м |
| Ширина корпусу найб.       | 6,2 м | 6,2 м |
| Висота                     | 9,6 м | 9,6 м |
| Середня осадка (по КВЛ)    | 4,74 м | 4,74 м |
| Водотоннажність надводна   | 759 т | 759 т |
| Озброєння                  | | |
| Артилерія                  | 1 × 88-мм палубна гармата SK C/35                                                                                                   | 1 × 88-мм палубна гармата SK C/35                                                                                                   |
| Торпедно- мінне озброєння  | 4 носових і один кормовий ТА 14 торпед або 26 мін TMA                                                                               | 4 носових і один кормовий ТА 14 торпед або 26 мін TMA                                                                               |
| ППО                        | 1 × 37-мм зенітна гармата Flak M42 2 × 20-мм зенітні гармати FlaK 30                                                                | 1 × 37-мм зенітна гармата Flak M42 2 × 20-мм зенітні гармати FlaK 30                                                                |

U-1021 — німецький підводний човен типу VIIC/41, що входив до складу Військово-морських сил Третього Рейху за часів Другої світової війни. Закладений 6 травня 1943 року на верфі Blohm + Voss у Гамбурзі. Спущений на воду 13 квітня 1944 року, а 25 травня 1944 року корабель увійшов до складу 31-ї навчальної флотилії ПЧ ВМС нацистської Німеччини. Єдиним командиром човна був оберлейтенант-цур-зее Вільям Гольперт.

## Історія служби
U-1021 належав до німецьких підводних човнів типу VIIC/41, однієї з модифікацій найчисленнішого типу субмарин Третього Рейху, яких випущено 703 одиниці. Службу розпочав у складі 31-ї навчальної та з 1 грудня 1944 року — після завершення підготовки — в 11-й бойовій флотилії ПЧ Крігсмаріне. У лютому — березні 1945 року підводний човен здійснив один бойовий похід в Атлантичний океан, під час якого не потопив та не пошкодив жодного судна чи корабля.
U-1021 був одним із десяти підводних човнів типу VIIC, який оснащувався гідрофоновою фазованою антенною решіткою «Балконгерат» (нім. Balkongerät), вдосконаленою версією «Группенгорщгерат» (нім. Gruppenhorchgerät) (GHG) (груповий пристрій прослуховування). «Балконгерат» застосовувався на човнах U-682, U-788, U-799, U-997, U-1105, U-1172, U-1306, U-1307 та U-1308. «Балконгерат» мав 48 гідрофонів та вдосконалену електроніку, що дозволило зробити прослуховування підводних сигналів і шумів точнішими.
20 лютого 1945 року U-1021 відплив з Бергена і попрямував до вод навколо Лендс-Енд. 14 березня човен підірвався на британському мінному полі HW A3, встановленому 3 грудня 1944 року британським загороджувачем «Аполло». Всі 43 члени екіпажу загинули.
Каркас човна був одним з трьох кістяків (інші — U-325 та U-400), знайдених дайверами-аматорами в 1999—2001 роках. За результатами аналізу уламків підводних човнів у грудні 2006 року морський археолог Іннес Маккартні та історик Аксель Ністель встановили справжню причину загибелі U-1021. До знахідки історики вважали, що U-1021 був потоплений 30 березня 1945 року у протоці Мінч на Гебридських островах глибинними бомбами британських фрегатів «Руперт» та «Конн». Насправді в тій атаці загинув U-965.